# جک چمپین
جک چمپین (انگلیسی: Jack Champion؛ زادهٔ ۱۶ نوامبر ۲۰۰۴) بازیگر آمریکایی است. او برای نقش خود به‌عنوان اسپایدر (انسانی نوجوان که در پاندورا زندگی می‌کند) مشهور است که نخستین بار در آواتار: راه آب (۲۰۲۲) حضور یافت. او همچنین در فیلم اسلشر جیغ ۶ (۲۰۲۳) ایفای نقش کرده است.

## زندگی و حرفه
چمپین در نوامبر ۲۰۰۴ به دنیا آمد و در بلکسبرگ، ویرجینیا، ایالات متحده ساکن است. او در آن‌جا توسط مادرش که یک میکروبیولوژیست است، بزرگ شد. او بازیگری را در هشت سالگی و با تئاتر مدرسه آغاز کرد. او در سال ۲۰۱۵ نقش کوتاهی در سریال مستند نابغه آمریکایی داشت.
در سال ۲۰۱۷، چمپین آزمونی بازیگری برای پیوستن به گروه بازیگران فیلم علمی تخیلی جیمز کامرون، یعنی آواتار: راه آب رزرو کرد. پیش از اینکه او این نقش را به‌دست‌آورد، چمپین نقشی کوتاه در فیلم ابرقهرمانی انتقام‌جویان: پایان بازی (۲۰۱۹) تصویربرداری کرد. او نقشی اصلی در فیلم وحشت نظاره‌گر شب (۲۰۱۸) نیز ایفا کرد. چمپین پس از چهار ماه مصاحبهٔ بازیگری گسترده نقش خود در آواتار را در ۱۲ سالگی کسب کرد. او برای بازی در نقش اسپایدر انتخاب شد؛ نوجوانی انسانی که در میان ناوی‌ها در پاندورا زندگی می‌کند. ماهیت نقش چمپین به این معنی بود که او مجبور بود تمام صحنه‌هایش را دوبار فیلم‌برداری کند؛ کار او شامل دو سال ضبط پرفورمنس در استودیوی ضبط می‌شد و به دنبال آن دو سال و نیم فیلم‌برداری همان صحنه‌ها در لایو اکشن در نیوزیلند صورت گرفت. برای حفظ هیکل عضلانی در طول فیلم‌برداری، همان‌طور که شخصیت او در طول فیلم بدون لباس ظاهر می‌شود، او بسیار با مربی شخصی ورزش کرد و نوعی رژیم پرپروتئین گرفت. او برای صحنه‌هایی که در زیر آب فیلم‌برداری می‌شد، غواصی آزاد و غواصی اسکوبا آموخت. پس از سال‌ها ساخت، این فیلم در ۲۰۲۲ پس از اینکه چمپین ۱۸ ساله بود اکران شد. این فیلم بیش از ۲ میلیارد دلار در سراسر جهان فروش داشت که سومین فیلم پرفروش تاریخ شد. چمپین همزمان دنبالهٔ بعدی، یعنی آواتار ۳ که در ۲۰۲۵ و آواتار ۴ که در ۲۰۲۹ اکران خواهند شد را فیلم‌برداری کرد. این فیلم‌برداری اساسا به این دلیل صورت گرفت تا چمپین از لحاظ سنی برای نقش خود بزرگ نشود.

## فیلم‌شناسی
| به آثاری اشاره دارد که در حال حاضر منتشر نشده‌اند | به آثاری اشاره دارد که در حال حاضر منتشر نشده‌اند |

| سال        | عنوان                   | نقش                          | توضیحات                     |
| ---------- | ----------------------- | ---------------------------- | --------------------------- |
| ۲۰۱۵       | سنت‌شکن: شورشی           | کودک فداکار                  |                             |
| ۲۰۱۵, ۲۰۱۶ | افسانه‌ها و دروغ‌ها       | جسی جیمز جونیور / گروه پسران | ۲ قسمت                      |
| ۲۰۱۵       | نابغه آمریکایی          | کید بلینک                    | قسمت: «Hearst vs. Pulitzer» |
| ۲۰۱۵       | زیر گنبد                | آیدن تیلدن                   | قسمت: «Redux»               |
| ۲۰۱۸       | نظاره‌گر شب              | کوین                         |                             |
| ۲۰۱۹       | انتقام‌جویان: پایان بازی | کودک سوار دوچرخه             |                             |
| ۲۰۲۲       | آواتار: راه آب          | مایلز «اسپایدر» ساکورو       |                             |
| ۲۰۲۳       | جیغ ۶                   | ایتن لندری                   |                             |
| ۲۰۲۳       | کیفر                    | زک ترنر                      |                             |
| ۲۰۲۴       | حکایات عجیب‌وغریب        | لوسید                        |                             |
| ۲۰۲۵       | آواتار ۳                | مایلز «اسپایدر» ساکورو       |                             |
| ۲۰۲۹       | آواتار ۴                | مایلز «اسپایدر» ساکورو       |                             |
| TBA        | همه چیز عالی خواهد شد   | TBA                          |                             |